# Ministrymon coronta
Espèce
Ministrymon coronta est une espèce d'insectes lépidoptères (papillons) qui appartient à la famille des Lycaenidae, à la sous-famille des Theclinae et au genre Ministrymon.

## Dénomination
Ministrymon coronta a été décrit par William Chapman Hewitson en 1874, sous le nom initial de Thecla coronta.
Synonyme: Thecla santans Dyar, 1926.

## Description
Ministrymon coronta est un petit papillon avec deux fines queues à chaque aile postérieure, une courte et une plus longue.
Le dessus du mâle est marron avec des plages bleu violet en triangle depuis la base.
Le revers est gris orné d'une bande postmédiane marron et aux ailes postérieures de deux ocelles marron marginaux.

## Écologie et distribution
Ministrymon coronta est présent au Mexique et en Amérique centrale. Sa présence au Surinam, en Guyana et en Guyane n'est pas confirmée,.

### Protection
Pas de statut de protection particulier.